# Isuzu Forward
Der Isuzu Forward oder auch Isuzu F-Serie ist ein mittelschwerer LKW, der von Isuzu in Japan hergestellt wird. Die Reihe gab es vorwiegend als großen und mittelgroßen LKW, sowie in allradgetriebenen Versionen, als FSS und FTS.
Die meisten mittleren und großen LKWs kann man am 'Forward'-Emblem am Kühlergrill erkennen; hinten jedoch gibt es meist nur ein Isuzu-Schild.
In den USA sind die wichtigsten Konkurrenzmodelle der Bering MD, die Chevrolet W-Serie, die GMC W-Serie, der Mitsubishi Fuso FK und der UC 2000/2300. In Japan tritt der Forward gegen den Mitsubishi Fuso Fighter, den Nissan Diesel Condor und  den Hino Ranger an.
Für Europa wurden diese Fahrzeuge von 2006 bis 2014 bei V.N. Automóveis in Portugal montiert bzw. seither in Italien.
Für die Märkte in Chile und Peru werden die Fahrzeuge in SKD-Sätzen nach Huechuraba (Chile) angeliefert und dort zwei Stück pro Tag von 13 Arbeitern zusammengebaut. Dabei werden alle Teile aus Japan angeliefert. Sie werden mit Chevrolet-Schildern versehen. Am 10. Juni 2008 baute man dort den 20.000. LKW (F- und N-Serie) zusammen.

## Modellpalette

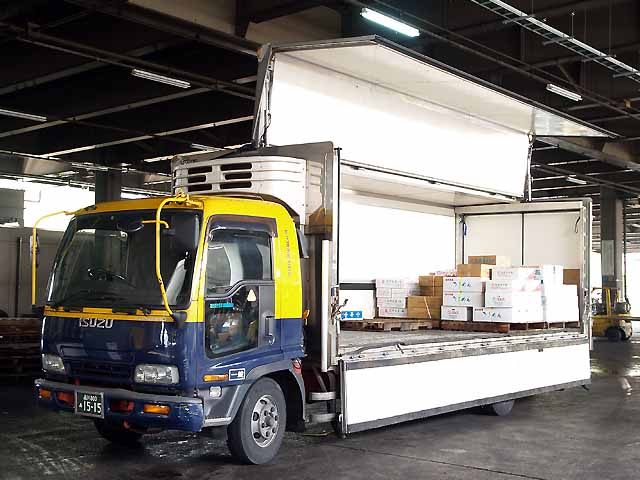
Isuzu Forward

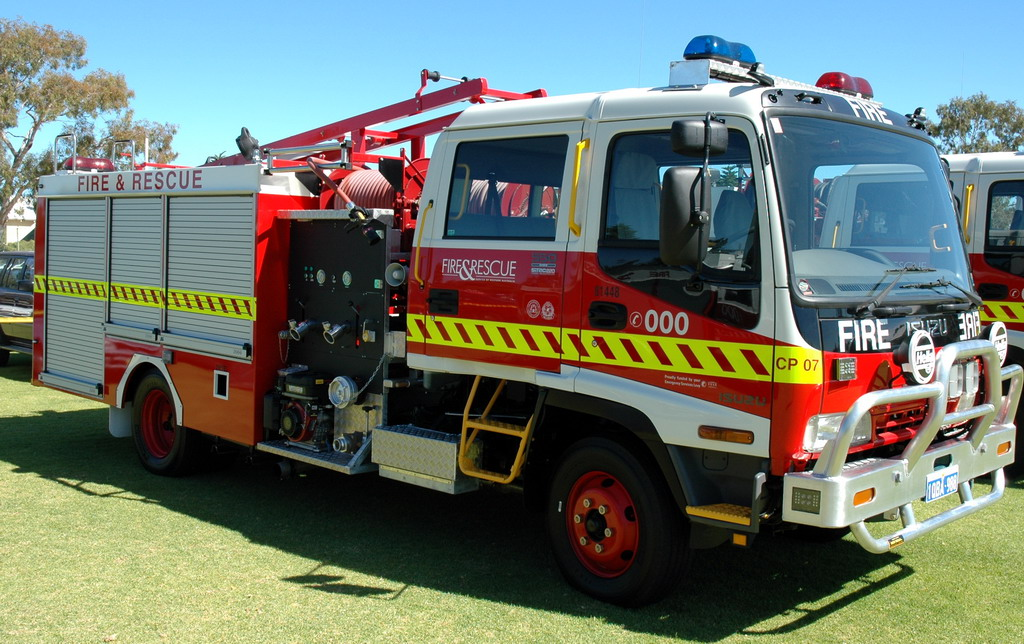
Isuzu FTR als Feuerwehrwagen (Australien)

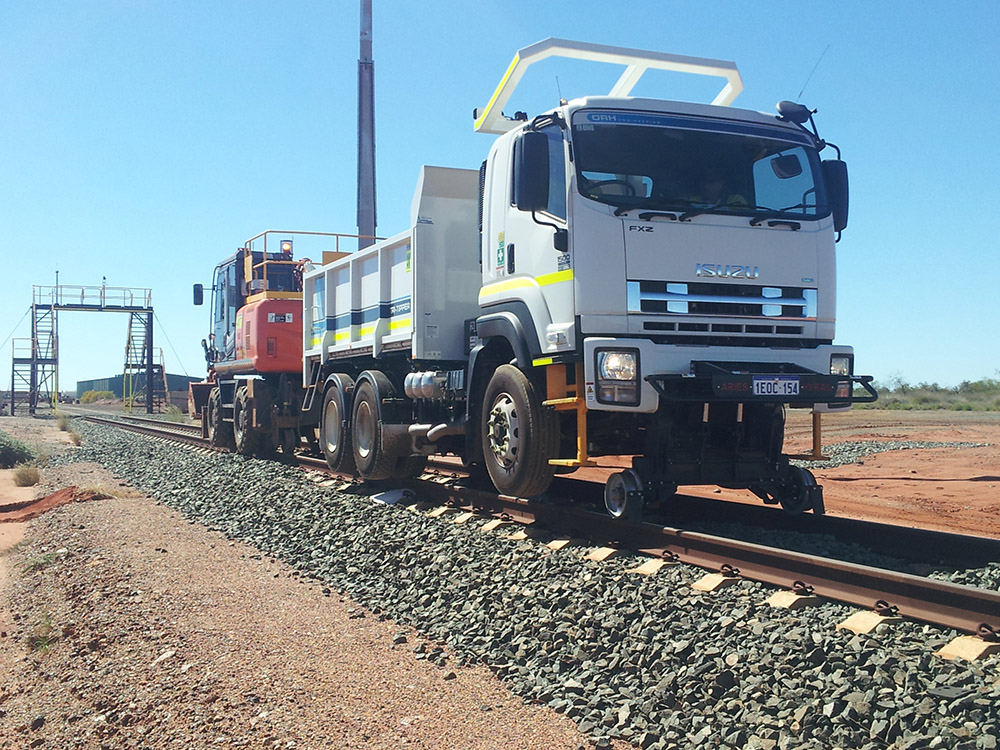
Isuzu FXZ als Zweiwegefahrzeug (Australien)

### Japan
- FRR
- FRD
- FSR
- FTR
- FVR
- FVZ
- FSD
- FRS
- FSS
- FTS
- GSR

### Andere Länder
- FRR
- FSR
- FTR
- FVR
- FSZ